# Sojenice (roman)
Sojenice (francosko Les Bienveillantes) je zgodovinski roman, ki ga je napisal francoski pisatelj, rojen v ZDA, Jonathan Littell. Roman je bil prvič objavljen v francoščini leta 2006 ter je še istega leta prejel dve najuglednejši francoski nagradi za književnost: Goncourtovo nagrado in nagrado Francoske akademije (Grand Prix du roman). Takoj po izidu je postal prodajna in prevodna uspešnica.
Roman povezuje fiktivno avtobiografijo nekdanjega častnika SS z realnimi dogodki in osebnostmi holokavsta in vzhodne fronte med drugo svetovno vojno. Prvoosebni pripovedovalec, izobraženec, popelje bralca skozi vojne strahote iz nemškega zornega kota, torej iz zornega kota t. i. storilcev. Roman je napisan v obliki osebnih spominov ostarelega glavnega junaka, katerega povojna usoda je značilna za številne druge naciste: ob koncu vojne se je umaknil iz domačega okolja, prevzel drugo osebno identiteto in naredil kariero - kot direktor tekstilne tovarne v severni Franciji.
Naslov izvirnika Les Bienveillantes se nanaša na erinije iz Ajshilove trilogije Oresteja.